# Takumi Furukawa
Pour les articles homonymes, voir Furukawa.
Takumi Furukawa (古川卓巳, Furukawa Takumi), nom d'artiste de Takumi Iwasaki (岩崎卓己, Iwasaki Takumi), né le 27 mars 1917 à Hachiōji au Japon et mort le 4 octobre 2018 à Tokyo, est un réalisateur et un scénariste japonais.

## Biographie
Takumi Furukawa entre à la Nikkatsu en 1941,. Après avoir travaillé en tant qu'assistant de réalisateurs tels que Tomotaka Tasaka, Shirō Toyoda et Heinosuke Gosho, il réalise son premier film, Jigoku no yōjinbō, en 1955 avec Rentarō Mikuni dans le rôle principal. Il est principalement connu pour avoir réalisé La Saison du soleil en 1956 qui a lancé la carrière de Yūjirō Ishihara. 
Il meurt le 4 octobre 2018 d'une insuffisance cardiaque dans un hôpital de Tokyo à l'âge de 101 ans,.
Takumi Furukawa a réalisé trente-quatre films et écrit quatorze scénarios entre 1955 et 1967.

## Filmographie partielle
- 1955 : Jigoku no yōjinbō (地獄の用心棒?)

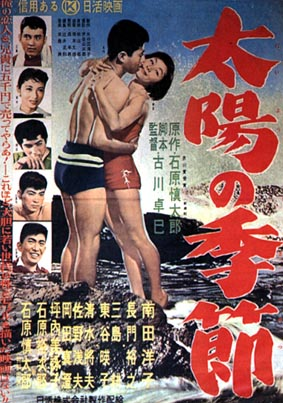
Affiche de La Saison du soleil (1956).

- 1955 : Wakaki tamashī no kiroku: Nanatsu botan (若き魂の記録 七つボタン?)
- 1956 : La Saison du soleil (太陽の季節, Taiyō no kisetsu?)[4]
- 1956 : Ningen gyorai shitsugekisu (人間魚雷出撃す?)
- 1956 : Gyakukōsen (逆光線?)
- 1956 : Okinawa no tami (沖縄の民?)
- 1957 : Watashi wa zenkamono de aru (私は前科者である?)
- 1957 : Hangyakusha (反逆者?)
- 1957 : Kunin no shikeishū (九人の死刑囚?)
- 1958 : Kemono no iru machi (獣のいる街?)
- 1959 : Tōbō-sha (逃亡者?)
- 1959 : Daigaku no abarenbō (大学の暴れん坊?)
- 1960 : Koruto ga senaka o neratteru (コルトが背中を狙ってる?)
- 1961 : Yajū no mon (野獣の門?)
- 1962 : Sugata naki tsuisekisha (姿なき追跡者?)
- 1962 : Aoi machi no ōkami (青い街の狼?)
- 1962 : Jūdan no arashi (銃弾の嵐?)
- 1962 : Bōkyō no umi (望郷の海?)
- 1963 : Umi no taka (海の鷹?)
- 1964 : Kenju zankoku monogatari (拳銃残酷物語?)
- 1964 : Shinizama o miro (死にざまを見ろ?)
- 1967 : The Black Falcon (sous le pseudonyme de Tao Kao-mei)